# قائمة حدائق الحيوان حسب البلد
هذه هي قائمة من (حدائق الحيوان) في جميع أنحاء العالم.
حديقة الحيوان هي حدائق مجهزة تجهيزات خاصة بالحيوانات الأليفة والوحشية مقابل جذب الناس لمشاهدة مختلف الحيوانات مقابل رسوم من الزوار (يمكن أن تكون مجانية). تتنوع أنواع حدائق الحيوان كثيرًا، يتم اصطياد مختلف أنواع الحيوانات من مختلف مناطق العالم كما يتم إطعامها وتربيتها هناك ونادرًا ما تلد الثدييات في حدائق الحيوان ويوجد حديقة الحيوان الأشهر في أفريقيا في دولة جنوب أفريقيا. وتشمل: أقفاص الحيوانات والطيور - متاحف الحيوانات والطيور المحنطة - بحيرات صناعية - متاحف للأحياء المائية والأسماك - بيوت للزواحف - مساحة مفتوحة للحيوانات العشبية

## أفريقيا

### الجزائر
- حديقة حيوان  الجزائر
- حديقة حيوان جيجل
- حديقة حيوان وهران
- حديقة حيوان الطارف
- حديقة حيوان الجلفة
- حديقة حيوان سطيف

### بنين
- علوم الحيوان والحديقة النباتية في جامعة أبومي

### بوركينا فاسو
- حديقة حيوان واغادوغو

### الكاميرون
- Mvog-Betsi حديقة الحيوان - ياوندي

### جمهورية الكونغو الديمقراطية
- حديقة الحيوان والحدائق النباتية د "ايالا
- حديقة حيوان لوبومباشي
- حديقة الحيوان الوطنية دي كينشاسا

### الكونغو ، جمهورية
- حديقة حيوان برازافيل

### ساحل العاج
- حديقة حيوان أبيدجان

### مصر
- حديقة حيوان الإسكندرية
- حديقة حيوان الجيزة

### إثيوبيا
- حديقة حيوان أديس أبابا

### غانا
- حديقة حيوان كوماسي

### كينيا
منطقة كوالي، المقاطعة الساحلية
- دار أيتام للحيوانات البرية في نيروبي
- مركز الزرافة في نيروبي

### ليبيا
- حديقة حيوان - طرابلس
- حديقة حيوان - بنغازي

### مدغشقر
- حديقة حيوان  أنتاناناريفو
- تمساح المزرعة - أنتاناناريفو
- حديقة الليمور - بالقرب من أنتاناناريفو[1]
- بارك Ivoloina - تواماسينا
- مدغشقر الغريبة - Marozevo
- بارك Endemika - ساينت-ماري

### ملاوي
- حديقة حيوان بلانتير

### مالي
- حديقة حيوان باماكو

### موريشيوس
- La Vanille حديقة الطبيعة
- الطبيعية: كاسيلا نيتشر بارك

### المغرب
- Exotiques دي Bouknadel
- حديقة الحيوانات بالرباط
- حديقة التماسيح بأكادير
- حديقة الطيور بأكادير

### موزامبيق
- حديقة حيوان مابوتو

### نيجيريا
- حديقة الحيوان - أبوجا
- حديقة الحيوان - كانو
- حديقة الحيوان - إينوجو
- حديقة حيوان جامعة إبادان - إبادان
- جوس منتزه الحياة البرية
- حديقة حيوان Ogba وحديقة الطبيعية - بنين المدينة
- حديقة حيوان  - بورت هاركورت
- حديقة حيوان - مايدوغوري

### السنغال
- باركس Forestier et Zoologique de هان - داكار

### جنوب أفريقيا
- حديقة حيوان بارك
- طيور عدن
- حديقة حيوان بلومفونتين
- حديقة حيوان شرق لندن
- الفيل الحرم Plettenberg Bay - خليج بليتينبيرغ[2]
- الفيل الحرم هارتبيسبورت السد - سد هارتبيسبورت[3]
- الفيل الحرم هازيفيو - هازيفيو[4]
- حديقة حيوان الزمرد - فاندربيجلبارك
- حديقة حيوان جروت شور -السابق حديقة الحيوان في كيب تاون
- حديقة حيوان Hartebeesport
- حديقة حيوان بجوهانسبرغ
- حديقة حيوان وري
- حديقة الحيوان الوطنية - بريتوريا
- Tygerberg حديقة الحيوان بالقرب من كيب تاون، أغلقت في عام 2012
- عالم الطيور البرية  - كيب تاون[5]

### السودان
- حديقة حيوان الخرطوم

### تنزانيا
- حديقة الحيوان - دار السلام[6]
- متحف حديقة الحيوان - موانزا

### تونس
- حديقة الحيوان du Parc دي بلفيدير، تونس
- Friguia بارك، Bouficha[7]

### أوغندا
- أوغندا الحياة البرية - عنتيبي[8]

### زامبيا
- حديقة حيوان موندا Wanga  - لوساكا[9]

## آسيا

### أفغانستان
- حديقة حيوان - كابول

### أرمينيا
- حديقة حيوان - يريفان

### أذربيجان
- حديقة حيوان - باكو

### بنغلاديش
- قائمة حدائق الحيوان في بنغلاديش
- حديقة حيوان شيتاغونغ
- حديقة حيوان كوميلا
- حديقة حيوان دكا
- Dulhazra سفاري بارك
- جازيبور بارك
- حديقة حيوان خولنا
- Nijhum Dhip بارك
- حديقة حيوان راجشاهي
- حديقة حيوان رانغبور

### بوتان
- تاكين المحافظة

### كمبوديا
- حديقة حيوان Bayap
- حديقة حيوان كامبوت
- كوه كونغ سفاري العالم
- مركز بنه تاماو لانقاذ الحياة البرية

### الصين
- بادالينغ سفاري العالم
- حديقة حيوان بكين
- Bifengxia حديقة الحيوانات البرية
- حديقة حيوان تشونغتشينغ
- حديقة حيوان تشنغدو
- حديقة حيوان داليان فورست
- حديقة حيوان هانغتشو
- حديقة حيوان هاربين شمال الغابات
- حديقة حيوان قوانغتشو
- حديقة حيوان قوانغتشو بانيو Chime-long Night
- قوانغتشو Xiangjian سفاري بارك
- حديقة حيوان هانغتشو
- جينان سفاري بارك
- حديقة حيوان كونمينغ
- حديقة حيوان ناننينغ
- حديقة حيوان نانجينغ هونغشان الغابات
- تشينغداو الغابات والحياة البرية في العالم
- حديقة حيوان تشينغداو
- حديقة حيوان شنغهاي
- شنغهاي حديقة الحيوانات البرية
- شنتشن سفاري بارك
- حديقة حيوان شيجياتشوانغ
- حديقة سوتشو
- حديقة الحيوان  تيانجين
- إدوارد الكلمات القفص – هونج كونج بارك،
- هونغ كونغ حديقة الأراضي الرطبة
- هونغ كونغ الحيوان والحدائق النباتية
- خضوري الزراعية والحديقة النباتية
- حديقة الحيوان Lai Chi Kok  (مغلقة)
- حديقة المحيط في هونغ كونغ

مراكز تربية:
- Bifengxia الباندا العملاقة قاعدة
- تشنغدو قاعدة أبحاث تربية الباندا العملاقة
- وولونغ تربية الباندا العملاقة مركز – سيتشوان

### جورجيا
- حديقة الحيوان تبليسي

### الهند
- قائمة حدائق الحيوان في الهند

### إندونيسيا
- حديقة الحيوان - باتو، جاوة الشرقية
- حديقة الطيور - جيانيار، بالي
- حديقة حيوان بالي - Gianyar، Bali
- باندونغ حديقة الحيوان - باندونغ في جاوة الغربية
- حيوان سورابايا - Surabaya، East Java
- حديقة الحيوان Gembira Loka - يوجياكرتا
- حديقة الحيوان Ragunan  - جاكرتا
- تامان سفاري - بوجور، جاوة الغربية
- تامان سفاري الثاني - باسوروان، جاوة الشرقية
- تامان سفاري الثالث بالي سفاري بارك البحرية - Gianyar، Bali
- حديقة حيوان ماهاراني & غوا (امونجان، جاوة الشرقية)
- ميدان وحديقة الحيوان - ميدان، شمال سومطرة

### إيران
- حديقة الحيوان فاكيل آباد، مشهد
- حديقة الحيوان آمول
- حديقة الحيوان بندر عباس
- Darabad متحف الحياة البرية، طهران
- حديقة الحيوان أصفهان
- حديقة الحيوان طهران، طهران
- حديقة الحيوان، تبريز

### العراق
- حديقة حيوان بغداد

### إسرائيل
- الساحة الاستوائية في العالم - هرتسليا
- حديقة الحيوان بئر السبع البلدية  - بئر السبع
- الكرمل هاي بار محمية طبيعية - حيفا
- حديقة الحيوان الأطفال  - سعد
- حديقة الحيوان التعليمية - حيفا
- هاي Kef - ريشون
- هاي بارك - كريات موتسكين
- حامات-Gader مزرعة التماسيح، تررم وحديقة صغيرة - الحمة
- حديقة الحيوان I. ماير Segals  - تل أبيب
- القدس الطيور المرصد - القدس
- القرد بارك - دانيال
- حديقة الحيوان نهاريا  -حديقة نباتية - نهاريا
- حديقة الحيوان نير دافيد الأسترالية  - حيمد
- حديقة الحيوان بتاح تكفا  - بتاح تكفا
- تل أبيب حديقة الطيور - تل أبيب
- حديقة الحيوان Tisch Family الكتاب المقدس - القدس
- الحيوان وسط تل أبيب -رمات غان - رمات غان

### اليابان
- قائمة حدائق الحيوان في اليابان

### كازاخستان
- حديقة الحيوان ألماتي  - ألماتي
- حديقة الحيوان كاراغاندا  - Karaganda
- حديقة الحيوان شيمكنت  - شيمكنت
- تيميرتاو أكوابارك من حديقة للأطفال - تميرتاو

### كوريا الشمالية
- حديقة الحيوان كوريا المركزي  - بيونغ يانغ

### كوريا الجنوبية
- سيول Grand Park Zoo – Gwacheon
- حديقة الحيوان سيول الأطفال  – سيول
- حديقة الحيوان Everland -topia – يونغين
- Dalseong بارك – دايجو

### الكويت
- حديقة حيوان الكويت - مدينة الكويت
- آل Omariya

### ماكاو
- حديقة التنين - الحديقة العامة

### ماليزيا
- حديقة الطيور - كوالا لمبور
- بوكيت جامبانج سفاري بارك - جامبانج، كوانتان، باهانج
- حديقة الحيوان ملقا - آير كيروه، ملقا
- حديقة الحيوان الوطنية في ماليزيا (حديقة حيوانات نيجارا) - أولو كلانج، كوالا لمبور
- حديقة الحيوان تايبينغ - تايبينغ، بيراك
- لوك القوي محمية للحيوانات البرية - لوك القوي، صباح
- حديقة حيوان جوهور - جوهور باهرو، جوهور
- حديقة الحيوان تيرينجانو - كيمامان، تيرينجانو
- صنواي لاجون حديقة الحياة البرية - بيتالينج جايا، سيلانغور
- صنواي الملاعبة حديقة الحيوان - سوبانج جايا، سيلانغور
- حديقة حيوان - ايبوه، بيراك
- حديقة الحيوان كوالا كراي - كوالا كراي، كلنتن
- Butterfly & Reptiles Sanctuary - Malacca
- كوالا لمبور حديقة الفراشات - كوالا لمبور
- بينانغ مزرعة الفراشات - تيلوك باهانج، بينانغ
- بوكيت جمبول الأوركيد، ومزرعة الزواحف، بينانغ
- مصغرة Teruntum حديقة حيوان - Teruntum بارك، باهانج
- دير بارك كوالالمبور - كوالالمبور
- خليج Danga حديقة حيوان صغير - خليج Danga، جوهور
- Afamosa عالم الحيوان سفاري - الور جاجاه، ملقا
- لانكاوي طيور الجنة - لانكاوي، كيدا
- مزرعة الزواحف والثعابين - بيرلس
- لانكاوي مزرعة التماسيح - لانكاوي، كيدا
- آير كيروه مزرعة التماسيح - آير كيروه، ملقا
- جونغ مزرعة التماسيح - كوتشينغ، سراوق
- سانداكان مزرعة التماسيح - سانداكان، صباح

### ميانمار
- حديقة الحيوان التابعة للأمم  - حديقة الحيوان  ماندالاي - Naypyitaw

### نيبال
- حديقة الحيوان، Jawalakhel

### باكستان
- قائمة حدائق الحيوان في باكستان

### الأراضي الفلسطينية
- حديقة حيوانات غزة - غزة
- حيوانات قلقيلية - الضفة الغربية

### الفلبين
- الباى بارك والحياة البرية - يجازبي، الباي[10]
- جزيرة الحيوان (حديقة الحيوان) - Binakayan، كاويت، كافيت[11]
- حيوان بلاد العجائب - ستار سيتي، باساي
- حديقة الحيوان تابوت - فرونتيرا الرأس، جادة أورتيغاس، باسيج
- أفي ماريا محمية وحديقة - Carcar، سيبو
- حديقة حيوان Avilon - رودريغيز، ريزال
- حديقة الحيوان بالواتري - فيغان، ايلوكوس سور [12]
- الطيور الدولية - كويزون سيتي
- مزرعة الحياة البرية - سان خوان، Botolan، زامباليس [13]
- Calauit سفاري بارك - كالاويت (جزيرة)، بالاوان
- كافيت سيتي للحيوانات والنباتات بارك - Sampaguita الطريق، SEABREEZE تقسيم، سانتا كروز، كافيت سيتي، كافيت
- حديقة الحيوان مدينة سيبو
- كوريجدور القفص وثيم بارك - كوريجدور جزيرة، كافيت
- Crocolandia مؤسسة Biasong، تاليساي، سيبو
- دافاو التمساح بارك - تحويل الطريق السريع، ما واحد، دافاو سيتي [14]
- D'Family Park Mini-Zoo - Talamban, Cebu City, Cebu
- منتجع بارك عدن الطبيعة - توريل، مدينة دافاو [15]
- لاغونا محمية للحيوانات البرية ومركز الإنقاذ - مجمع افيستا Pansol، Pansol، كالامبا، لاجونا
- Lombija محمية للحيوانات البرية والتراث منتجع - Napandong، نويفا فالنسيا، غيماراس [16]
- مدينة الطبيعة - كويزون سيتي
- Maasin حديقة الحيوان - Maasin، ليتي الجنوبي
- حديقة حيوان مالابون وحوض السمك - باسكوال شارع الحاكم، بوتريرو، مالابون
- مانيلا Orchidarium - ريزال بارك، مانيلا
- مانيلا الحيوان والحديقة النباتية. ادرياتيكو شارع، مالات، مانيلا
- متاهة بارك ومنتجع حديقة حيوان المصغرة - Mimbalot بورو من الامم المتحدة، اليجان، لاناو ديل نورتي
- نيجروس الغابات[17]
- متنزهات نينوي أكوينو
- بالاوان حديقة الفراشات - سانتا مونيكا، بويرتو برنسيسا، بالاوان
- بالاوان الحياة البرية ومركز حماية - إروان، بويرتو برنسيسا، بالاوان
- منديز، كافيت [18]
- حديقة حيوان جنة الزواحف - بويرتو جاليرا، ميندورو الشرقية
- مركز النسر الفلبيني - Malagos، مدينة دافاو[19]
- ترسير فلبيني وللحياة البرية - كوريلا، بوهول [20]
- حديقة حيوان الإقامة نزل المصغرة - باريو Neogan، تاجايتاى، كافيت[21]
- حديقة حيوان سان فرناندو المصغرة والفراشة الحرم - سان فرناندو، لا يونيون
- قبة الفراشة - Sagbayan، بوهول [22]
- حديقة حيوان قرية الشرق المصغرة - Pagbilao
- مركز جامعة سيليمان للدراسات الترميم الاستوائية (المعروف أيضا باسم A.Y. رييس الحيوان والحديقة النباتية) - شارع ايبيل، دارو، دومغت [23]
- جامعة سيليمان مختبر البحار - بانتيان، دومغت[24]
- مركز الإنقاذ WIN - سوبيك فريبورت منطقة خليج، زامباليس
- حديقة الحيوان الجنة - Zamboanguita، نيجروس أورينتال
- سفاري Zoobic - سوبيك، زامباليس[25]
- حديقة الحيوان المرح - كلارك فريبورت المنطقة، لوس، بامبانجا[26]

### قطر
- حديقة حيوانات الدوحة - الدوحة

### سنغافورة
- جورونغ بيرد بارك
- جورونغ حديقة الزواحف مغلقة (2006)
- ليلة سفاري - سنغافورة
- نهر سفاري
- سنغافورة مزرعة التماسيح مغلقة (2012)
- حديقة حيوان سنغافورة

### سري لانكا
- حديقة الحيوان Ahungalla
- حديقة حيوان دهيوالا
- بينافالا الفيل الأيتام
- بينافالا الفيل سفاري[27]
- حديقة الحيوان Pinnawela
- حديقة الحيوان هامبانتوتا سفاري
- حديقة الحيوان Wagolla
- باتارامولا حديقة حيوان مصغرة

### تايوان
- حديقة حيوان تايبيه - تايبيه
- حديقة الحيوان كاوشيونغ
- العالم الأخضر البيئية الزراعية
- مركز انقاذ الحيوانات البرية
- الشرق الأقصى مزرعة الحيوان
- فنغ-معلقة-Ku حديقة الطيور
- حديقة حيوان مدينة هسينشو
- حديقة الحيوان Leefoo
- متحف الأحياء البحرية/الحوض
- العالم المحيط - Yehliu وانلي

### تايلاند
- شيانغ ماي ليلة سفاري
- حديقة حيوان شيانغ ماي
- التماسيح في مزرعة الفيل  Sampran - Nakorn باتوم
- حديقة الحيوان Samutprakarn Crocodile Farm
- حديقة الحيوان Dusit
- Chaiyaphum نجوم حيوان النمر
- الفيل الطبيعة بارك - محافظة شيانغ ماي
- حديقة الحيوان خاو سوان كوانغ - خون كاين
- حديقة الحيوان  راتشابوري
- حديقة الحيوان بورى
- حديقة الحيوان ناخون راتشاسيما
- حديقة نونغ نووتش للنباتات الاستوائية
- حديقة الحيوان باتا  - بانكوك
- حديقة حيوانات بوكيت - بوكيت
- فوكيت حديقة الطيور - فوكيت
- سفاري بارك كانشانابوري - كانشانابوري [28]
- سفاري العالم
- سونجخلا حديقة الحيوان
- سريراتشا حيوان النمر - Chonburi
- مليون سنة حديقة بتايا مزرعة التماسيح

### تركمانستان
- حديقة الحيوان عشق أباد  - عشق آباد

### الإمارات العربية المتحدة
- حديقة حيوانات العين - العين
- مركز الحياة البرية العربية - الشارقة
- حديقة حيوان دبي - دبي
- حديقة الإمارات، أبو ظبي

### أوزبكستان
- حديقة الحيوان طشقند - طشقند
- حديقة الحيوان ترميز  - الترمزي

### فيتنام
- حديقة الحيوان سايغون  والحدائق النباتية - سايغون
- حديقة الحيوان هانوي  - هانوي

## أستراليا/أوقيانوسيا

### أستراليا
- قائمة حدائق الحيوان في أستراليا

### فيجي
- كولا ايكو بارك - سيكاتوكا

### غوام
- حديقة الحيوان كوشينغ- تومون

### كاليدونيا الجديدة
- حديقة الغابات نوميا - Nouméa

### نيوزيلندا
- حديقة الحيوان أوكلاند  - أوكلاند
- حديقة الحيوان بروكلاندز  - نيو بليموث
- كارولين بأي القفص - تيمارو
- حديقة الحيوان فرانكلين  - Tuakau
- حديقة الحيوان هاميلتون - هاملتون
- مملكة صهيون - وانغاري
- الحياة البرية بارك - تاورانغا
- حديقة الحيوان - نيلسون
- Orana منتزه الحياة البرية - كرايستشيرش
- أوتاجو متحف دار الفراشة - دنيدن
- ويلينغتون حديقة الحيوان - ويلينغتون
- محمية ويلوبانك للحياة البرية -كرايستشيرش

### بابوا غينيا الجديدة
- الغابات المطيرة الموئل - Lae

## أوروبا

### ألبانيا
- حديقة الحيوان تيرانا  - تيرانا

### النمسا
- إنسبروك - إنسبروك
- Haus des Meeres - فيينا
- Tiergarten شونبرون في فيينا،
- Tiergarten Walding - Walding, النمسا العليا
- حديقة الحيوان Schloss Herberstein  و حديقة الطبيعة - شلوس Herberstein, ستيريا
- حديقة الحيوان سالزبورغ  (Tiergarten هيلبرون) - سالزبورغ
- حديقة الحيوان Schmiding - Krenglbach بالقرب من ويلز

### روسيا البيضاء
- حديقة الحيوان غرودنو  - غرودنو
- حديقة الحيوان مينسك - مينسك

### بلجيكا
- حيوانات أنتويرب - أنتويرب
- لوموند سوفاج - Aywaille
- حديقة الحيوان Olmen  - Olmen, مول
- Pairi Daiza - Brugelette, هينو
- حديقة الحيوان Planckendael  - Muizen, ميكلين
- Parc animalier de Bouillon - ماجي
- Bellewaerde - Ieper

### البوسنة والهرسك
- Pionirska دولينا - سراييفو
- Trapisti - بانيا لوكا

### بلغاريا
- حديقة الحيوان لوفيك  - لوفيك
- حديقة الحيوان بلفن  - بليفين
- حديقة الحيوان بلوفديف  - بلوفديف
- حديقة الحيوان صوفيا - صوفيا
- حديقة الحيوان Stara Zagora - Stara Zagora
- حديقة الحيوان فارنا  - فارنا

### كرواتيا
- Bizik الحيوان الأسرة - Našice
- Milec الحيوان الأسرة - Ruščica
- حديقة الحيوان أوسييك  - أوسييك
- حديقة الحيوان تقسيم  - تقسيم
- حديقة حيوان زغرب - زغرب

### قبرص
- حديقة الحيوان لارنكا
- حديقة حيوانات ليماسول
- مازوتوس الجمل بارك
- حديقة الحيوان نيقوسيا
- بافوس للحيوانات (الحيوان وحديقة الطيور)

### جمهورية التشيك
- حديقة حيوان برنو  - برنو
- حديقة حيوان Chleby  - Chleby
- حديقة حيوان تشومتوف  - تشومتوف
- حديقة حيوان Děčín - Děčín
- حديقة حيوان Dvorec  - Dvorec u Borovan
- حديقة حيوان دفور كرالوف - دفور كرالوف ناد لابم
- حديقة حيوان هودونين  - هودونين
- حديقة حيوان هلوبوكا ناد فلتافو، هلوبوكا ناد فلتافو
- حديقة حيوان Jihlava  - Jihlava
- حديقة حيوان ليبيريتس  - ليبيريتس
- حديقة حيوان أولوموك - أولوموك
- حديقة حيوان اوسترافا  - أوسترافا
- حديقة حيوان بيلزن - بيلزن
- حديقة حيوان براغ - براغ
- طابور حديقة الحيوان - طابور
- حديقة حيوان Ústí nad Labem  - Ústí nad Labem
- حديقة حيوان زلين - لسنا - Zlín
- حديقة حيوان فيشكوف - Vyškov
- حديقة حيوان بارك Zájezd - Zájezd

### الدنمارك
- حديقة حيوان ألبورج  - البورغ
- حديقة حيوان كوبنهاغن - كوبنهاغن
- حديقة حيوان - Gundslevmagle, فالستر
- حديقة حيوان إيبلتوفت - إيبلتوفت
- حديقة حيوان Givskud - Givskud
- Jesperhus - مورس (الجزيرة)
- حديقة حيوان أودنسي - أودنسه
- حديقة حيوان راندرز الاستوائية - راندرز
- ري الحديقة - Ebeltoft سفاري - Ebeltoft
- الاسكندنافية محمية للحيوانات البرية - Kolind، Djursland

### إستونيا
- Elistvere بارك - Elistvere، Jõgeva
- حديقة حيوان تالين  - تالين (1939)

### فنلندا
- حديقة حيوان Ähtäri
- حديقة حيوان Escurial وحديقة الزهور[29]
- حديقة حيوان كيتي
- Korkeasaari, جزيرة الحيوان خارج هلسنكي (1889)
- حديقة حيوان كوبيو
- أوريماتيلا حديقة الحيوان المحلية - اوريماتيله
- PikkuKili - ليكسه[30]
- حديقة حيوان رانوا - رانوا
- حديقة حيوان Särkänniemi  - تامبير
- Tropicario - هلسنكي.
- Zoolandia - بالقرب من توركو

### فرنسا
- قلعة بيزانسون - بيزانسون
- Cleres حديقة حيوان - Clères
- حديقة الحيوان ديفوار (مغلق قسم حديقة الحيوان في عام 1912) غابة بولونيا - باريس
- حديقة حيوانات من رئيس الذهبي - بارك دي لا تيت اور، ليون
- حديقة حيوان استوائي - لا وند ليه مور
- حديقة حيوان بالمير - ليه MATHES
- قرد ادي - Romagne
- حديقة الحيوان دو جاردان دي بلانت - باريس
- حديقة الحيوانات الصليب المقدس - رودس
- الماكر بارك - Nesles
- بارك دي - فيلار-ليه-دومب [31]
- بارك فينيكس - نيس
- حديقة حيوان هوت توش - Obterre
- حديقة الحيوان Lunaret - مونبلييه
- حيوانات ونباتات مولهوز - مولهوز
- باريس حديقة حيوان، والمعروف أيضا باسم حديقة الحيوان فينسين - باريس
- بلانيت سوفاج (حديقة سفاري) - بورت سانت بير
- سفاري دي Peaugres - Peaugres
- حديقة حيوان وحديقة نباتية من Branféré - لو Guerno
- حديقة حيوان Amneville - Amneville
- حديقة حيوان - Hermival
- حديقة حيوان دو - دو لافونتين
- حديقة حيوان الأسهم - فليش
- Beauval حديقة حيوان بارك - سان Aignan سور شير

### جبل طارق
- حديقة الأميدا لحماية الحياة البرية

### اليونان
- أتيكا Zoological Park - أثينا
- حديقة حيوان سانت بول - سالونيك

### المجر
- حديقة حيوان الدب المزرعة - Veresegyház
- Budakeszi منتزه الحياة البرية - Budakeszi
- بودابست Zoo & Botanical Garden - بودابست
- ديبريسين حديقة حيوانات ومتنزه
- حديقة حيوان Gyöngyös
- حديقة حيوان Jászberény Zoo & Botanical Garden
- حديقة حيوان ككسكمت البرية
- Kittenberger كالمان Zoo & Botanical Garden - فسبرم
- حديقة حيوان ميسكولك
- حديقة حيوان بيتش
- حديقة حيوان Sóstó  - نييريجيهازا
- سيجد منتزه الحياة البرية
- تيسا-بحيرة Ökocentrum - Poroszló
- Residence المركزي - بودابست
- حديقة حيوان Xantus János  - غيور

### أيرلندا
- حديقة حيوان دبلن  - حديقة فونيكس، دبلن
- فوتا منتزه الحياة البرية - مقاطعة كورك

### إيطاليا
- 1 حديقة حيوان - بوبي، أريتسو[32]
- روما Biopark  [لغات أخرى]‏ - روما[33]
- الحياة البرية Biopark ابروز - كاستل دي سانغرو، لاكويلا[34]
- بيوباركو صقلية  [لغات أخرى]‏ - كاريني، باليرمو[35]
- مركز Gallorose محمية للحيوانات البرية - سيسينا، ليفورنو[36]
- الأحد سيتي - بيروجيا[37]
- حديقة حيوان من بيستويا - بستويا[38]
- واحة من الحيوانات - سان سيباستيانو بو، تورينو[39]
- واحة سانت إليسيو كون فيالون - سانت إليسيو كون فيالون (بافيا)، بافيا[40]
- باركو ديل سول - كولاتسوني، بيروجيا[41]
- حديقة الحيوانات انترود - انترود، أوستا[42]
- باركو ديلي انجيلي - جيبا، كاربونيا-إغليسياس[43]
- ببغاء بارك - Latisana, أوديني[44]
- حديقة فيلا بالافيتشينو - ستريسا، مقاطعة فربانو كوزيو أوسولا[45]
- الحياة البرية بارك - بوسكو - , فيرونا[46]
- محمية للحيوانات البرية المستنقع - أغرت كونتوربيا، نوفارا[47]
- حديقة الحيوانات Cappeller  [لغات أخرى]‏ - Cartigliano، فيتشنزا[48]
- Faunistic بارك لو Cornelle - Valrembo, بيرغامو[49]
- حديقة الحيوان Valcorba - Pozzonovo, بادوفا[50]
- باركو ناتورا فيفا - بوسولينغو، فيرونا[51]
- طيوري بارك فيلا أورليان - باليرمو
- باركو سفاري ديلي لانغ - في Murazzano, كونيو[52]
- حديقة حيوان فالكونارا - فالكونارا ماريتيما، أنكونا[53]
- كليف حديقة حيوان - تشيفيتيلا كازانوفا، بسكارا[54]
- باركو حديقة الحيوانات بونتا الأخضر - ليغنانو سابيادورو، أوديني[55]
- سفاري بارك - Pombia, نوفارا[56]
- سفاري بارك دي ابروز - روكا سان جوفاني، كييتي[57]
- سفاري رافينا  [لغات أخرى]‏ - رافينا[58]
- حديقة حيوان دي نابولي - نابولي[59]
- تكبير تورينو - Cumiana, تورينو[60]
- Zoosafari Fasanolandia - فاسانو، برينديزي[61]

### ليتوانيا
- حديقة الحيوان الليتوانية  - كاوناس

Insektariumas - حديقة حيوان بالانغا 

### مقدونيا
- حديقة حيوان بيتولا  - بيتولا
- حديقة حيوان سكوبي  - سكوبيه
- حديقة الحيوان بريوني - ستيب.

### مولدوفا
- حديقة حيوان، كيشيناو

### موناكو
- حديقة حيوان موناكو

### هولندا
- آرتيس - أمستردام
- BestZoo - بيست (هولندا)
- حديقة حيوان البرغر "  [لغات أخرى]‏ - آرنم
- القلعة أرسين - أرسين
- حديقة حيوان امرسفورت  [لغات أخرى]‏ - آمرسفورت
- إمين - إيمين (هولندا) مغلقة
- حديقة الحيوانات في - تيلبورخ
- تيلبورغ الحيوان  [لغات أخرى]‏ - تيلبورخ مغلقة
- حديقة حيوان وسنار - فاسينار مغلقة
- تبادل الحيوان - إيبه (هولندا)
- المملكة الحيوانية - ميرلو
- حديقة حيوان روتردام  [لغات أخرى]‏، روتردام
- Dolfinarium هاردرفيك  [لغات أخرى]‏ - هاردرفايك
- غايا حديقة حيوان كيركراد - كيركراده
- Ouwehand حديقة حيوان Rhenen - رينن
- الزواحف SERPO - دلفت
- Beekse بيرغن  [لغات أخرى]‏ - هيلفارينبيك
- تامان إندونيسيا - Kallenkote
- ألفن آن دن راين
- توم كلانسز جوست ريكون ويلدلاندز - إيمين (هولندا)
- حديقة الحيوان متاهة - Boekelo
- حديقة الحيوان - Overloon

### النرويج
- حديقة حيوان كريستيانساند - كريستيانساند
- Namsskogan Familiepark[62]
- حديقة الحيوان القطبية  - Bardu[63]
- Vassfaret الدب بارك - Flå[64]

### بولندا
- ساحل حديقة حيوان غدانسك-Oliwa - غدانسك
- حديقة zoobotaniczny في تورون - تورون
- حديقة حيوان في كراكوف - كراكوف
- حديقة حيوانات في لودز - وودج
- حديقة حيوانات في بلوك - بوتسك
- حديقة حيوانات في بوزنان - بوزنان
- حديقة حيوانات في زاموسك - زاموسك
- سيليزيا حديقة حيوان  [لغات أخرى]‏ - خوجوف
- حديقة حيوان وارسو  [لغات أخرى]‏ - وارسو
- حديقة حيوان غدانسك  [لغات أخرى]‏ - أوبولي
- حديقة حيوان فروتسواف  [لغات أخرى]‏ - فروتسواف (من حيث عدد الأنواع الحيوانية - هذه الحديقة هي ثالث حديقة حيوان في العالم[65])
- حديقة Polskiej- في بيدغوز - بيدغوشتش
- حديقة حيوان سفاري Borysew- Poddębice
- حديقة الحيوان برانييوو
- حديقة الحيوان في Tomyśl الجديد
- حديقة حيوان بياليستوك - بياويستوك
- حديقة حيوان سفاري - Swierkocin
- حديقة الحيوانات البرية Kadzidłowo
- حديقة حيوانات في Canpol Sieroczynie
- شارلوتا وادي حديقة حيوانات في Strzelinku - سووبسك
- حديقة حيوانات المزرعة في الركام - Mieroszów
- طيوري حديقة في Łebie- حديقة الطيور في ليبا - ليبا

### البرتغال
- Badoca سفاري بارك - فيلا نوفا دي سانتو أندريه[66]
- حديقة حيوان لشبونة - لشبونة
- بارك Biológico دي غايا - فيلا نوفا دي غايا[67]
- بارك Zoológico دي لاغوس - لاغوس[68]
- حديقة الحيوان دي لوروسه - لوروسه[69]
- الحيوان دا مايا - مايا[70]
- للبيع وزو ماريني - Albufeira، الغارف[71]
- حديقة الحيوان Santo Inácio - حديقة الحيوان Santo Inácio - VNGaia[72]

### رومانيا
- حديقة حيوان بايا ماري - بايا ماري
- حديقة حيوان براشوف - براشوف [73]
- حديقة حيوان برايلا - برايلا
- حديقة حيوان Bucov - بلويشت
- حديقة حيوان Buhuşi - باكاو
- حديقة حيوان كالاراسي - كالاراش
- حديقة حيوان الوشق
- حديقة حيوان كرايوفا - كرايوفا
- حديقة حيوان فوكساني - فوكشاني
- حديقة حيوان جالاتي - غالاتس
- حديقة حيوان صادقة
- حديقة حيوان أوراديا - أوراديا
- حديقة حيوان بياترا نيمت - بياترا نيامتس
- حديقة حيوان بيتستي - بيتيشت
- حديقة حيوان رمينكو فيلتشا حديقة حيوان - رمينكو فيلتشا
- حديقة حيوان اتينا - سلاتينا
- حديقة حيوان TARGOVISTE - ترجوفيشت
- حديقة حيوان Tecuci
- حديقة حيوان تيميسوارا - تيميشوارا[74]
- Zărneşti حديقة حيوان - براشوف
- حديقة حيوان بانيسا - بوخارست
- حديقة حيوان Barlad
- حديقة حيوان هونيدوارا - هونيدوارا
- حديقة حيوان رسيتا - ريشيتسا
- حديقة حيوان سيبيو - سيبيو
- حديقة حيوان تارجو موريس - تارغو موريش[75]

### روسيا
- أباكان «الحياة البرية.» - أباكان
- حديقة حيوان تشيبوكساري  - تشيبوكساري
- حديقة حيوان تشيليابينسك - تشيليابينسك
- حديقة حيوان تشيتا  - تشيتا
- حديقة حيوان ايكاترينبرغ  - ييكاتيرينبرغ
- حديقة حيوان إيفانوفو  - إيفانوفو
- حديقة حيوان كالينينغراد - كالينينغراد
- حديقة حيوان كازان  - قازان
- حديقة حيوان خاباروفسك  - خاباروفسك
- كراسنويارسك حديقة الحيوانات والنباتات "Roev Ruchei" - كراسنويارسك
- حديقة الحيوان لينينغراد - سانت بطرسبرغ
- حديقة حيوان ليبيتسك  - ليبيتسك
- حديقة حيوان موسكو - موسكو
- حديقة حيوان نوفوسيبيرسك - نوفوسيبيرسك
- حديقة حيوان أومسك- Bolsherech'e ، أومسك
- حديقة حيوان بينزا  - بينزا
- حديقة حيوان بيرم - بيرم
- حديقة حيوان روستوف على نهر الدون  - روستوف على نهر الدون
- حديقة حيوان سمارة  - سمارة
- حديقة حيوان تولا Exotarium - تولا
- حديقة حيوان ياكوتسك  - ياكوتسك
- سخالين الحيوانية والنباتية بارك - يوجنو-ساخالينسك

### صربيا
- حديقة حيوان بلغراد  - بلغراد
- حديقة حيوان ياغودينا - ياغودينا
- حديقة حيوان باليتش  - باليتش
- حديقة حيوان بور  - بور
- حديقة الحيوان كوكي - Inđija
- حديقة ميكي - Kolut

### سلوفاكيا
- حديقة حيوان بايموتس - بايموتس
- حديقة حيوان براتيسلافا  - براتيسلافا
- حديقة حيوان كوشيتسه - كوشيتسه
- حديقة حيوان Spišská Nová Ves  - Spišská Nová Ves
- حديقة الحيوان ستروبكوف - ستروبكوف

### سلوفينيا
- حديقة حيوان ليوبليانا  - ليوبليانا

### إسبانيا
- حديقة حيوان في  - لوغو
- حديقة الحيوان في برشلونة - برشلونة
- حديقة حيوان في - كانتابريا
- لاس أغيلاس بارك الغابة - تينيريفي
- لورو باركي - تينيريفي
- موندومار - بينيدورم
- طبيعة بارك دي Cabárceno - اوبرغون[76]
- بارك Zoológico دي غوادالاخارا - غوادالاخارا[77]
- بارك Zoológico y Jardín Botánico البرتو دوران - خيريز دي لا فرونتيرا[78]
- رانشو تسكاس - لانزاروت
- تيرا ناتورا - مورسيا
- بيوبارك فالنسيا - فالنسيا[79]
- مدريد حديقة حيوانات حوض السمك - مدريد
- حديقة الحيوان دي فوينخيرولا - مالقة[80]
- حديقة حيوان سانتيانا - سانتيانا ديل مار
- حديقة حيوان دي اشبيلية - إشبيلية[81]

### السويد
- بوراس حديقة الحيوان  [لغات أخرى]‏ - بوروس (السويد)
- حديقة حيوان Frösön
- Furuviksparken - يفله
- Grönåsens الأيل بارك  [لغات أخرى]‏
- Järvzoo - يارفسو
- Kolmården محمية للحيوانات البرية - Bråviken الخليج
- Lycksele حديقة الحيوان - (تحتوي فقط على أنواع الشمال)
- الدول الاسكندنافية ارك  [لغات أخرى]‏ - بوهوسلان
- حديقة حيوان باركن  [لغات أخرى]‏ - إسكيلستونا
- سكين حديقة الحيوان - حور (تحتوي فقط على أنواع الشمال)
- سكانسين مع حوض السمك - ستوكهولم
- حديقة حيوان Slottsskogens  [لغات أخرى]‏ - غوتنبرغ
- حديقة حيوان يستاد  [لغات أخرى]‏ - يستاد

### سويسرا
- كنيس الأطفال - رابرسويل
- تيربارك Dählhölzli  [لغات أخرى]‏ - برن
- Tierpark Goldau - Goldau
- تيربارك لانج إرلين - بازل
- Wildpark Bruderhaus - فينترتور
- لو بوا دو شاتو بيتي - لا شو دو فون (سويسرا)
- Langenberg محمية للحيوانات البرية  [لغات أخرى]‏ - لانغناو أم ألبيس
- منتزه الحياة البرية بطرس وبولس - سانت غالن
- حديقة حيوان بازل  [لغات أخرى]‏ - بازل
- حديقة حيوان زيورخ  [لغات أخرى]‏ - زيورخ

### تركيا
- حديقة حيوان أنقرة - أنقرة
- حديقة حيوان Soğanlı - بورصة
- حديقة حيوان Darica  - اسطنبول
- حديقة حيوان Sasalı - إزمير
- حديقة حيوانات غازي عنتاب - غازي عنتاب
- حديقة حيوان وكان  - وكان
- حديقة حيوان Şile  - عمرانية

### أوكرانيا
- أسكانيا نوفا  [لغات أخرى]‏
- باشان (حديقة الحيوان) - علوم الحيوان والنباتات مجمع في ستارا باشان.
- بيردياسك حديقة حيوان "سفاري"
- حديقة حيوان تشيركاسي
- حديقة حيوان Denisovsky المصغرة
- حديقة حيوان دنيبروبتروفسك
- حديقة حيوان دوكيوتشايفسك
- حديقة الحيوان دونيتسك مصغرة
- حديقة حيوان Eupatoria
- «النعامة الذهبي» - حديقة الحيوان في لوهانسك أوبلاست.
- منزل حديقة حيوان تيموثي G. Omelyanyuk
- حديقة حيوان خاركيف
- كاميانيتس بوديلسكيي حديقة حيوان "Menzum"
- حديقة حيوان خيرسون
- كييف حديقة الحيوان  [لغات أخرى]‏
- حديقة حيوان Lanivtsi
- حديقة حيوان وهانسك
- حديقة حيوان لوتسك
- حديقة الحيوان Mankivka المصغرة
- Medenychi حديقة الحيوان "ليمبوبو"
- حديقة حيوان مينا
- حديقة حيوان نيكولاييف
- حديقة حيوان أوديسا  [لغات أخرى]‏
- حديقة حيوان ريفنا
- حديقة حيوان سيفاستوبول  [لغات أخرى]‏
- حديقة الحيوان سيمفيروبول
- شتراوس - يوغ - مزرعة لتربية النعام وحديقة الحيوان على مشارف ميليتوبول.
- Taigan (حديقة الحيوان) - أوروبا أكبر الاسود الحضانة وغيرها من الحيوانات.
- "Tavriya" - حديقة الحيوان في الهواء الطلق في زابوريزهيا أوبلاست.
- «الدببة الثلاثة (حديقة الحيوان)» - حديقة الحيوان في مركز الترفيه في Hascheve.
- «وادي النعام» - حديقة حيوان مصغرة في Hascheve.
- «قرية Vashura`s» - حديقة حيوان مصغرة في ماريوبول.
- حديقة حيوان فينيتسا
- حديقة الحيوان زابوريزهيا المصغرة
- حديقة الحيوان Yaremche المصغرة

### المملكة المتحدة
- أفريقيا الحية - شرق أنجليا
- الأمازون حديقة حيوان العالم  [لغات أخرى]‏ - وايت (جزيرة)
- أمازونا - شرق أنجليا
- الأمازون - عالم الزواحف - شرق أنجليا
- حديقة حيوان BANHAM  [لغات أخرى]‏ - شرق أنجليا
- بيل بارك - باركشير، إنجلترا
- حديقة حيوانات بلفاست  [لغات أخرى]‏ - بلفاست، أيرلندا الشمالية
- بيل فيو  [لغات أخرى]‏ - مانشستر مغلقة
- Birdland Park - بورتون على رأس الماء، جلوسيسترشاير
- سري، إنجلترا
- مركز برمنغهام الطبيعي  [لغات أخرى]‏ - برمنغهام (إنجلترا)
- أسود جزيرة محمية للحيوانات البرية، اسكتلندا
- Blackbrook حديقة حيوان  [لغات أخرى]‏ - ستافوردشاير
- حديقة حيوان بلاكبول  [لغات أخرى]‏ - لانكشر
- بلير دروموند سفاري بارك - ستيرلينغشاير، اسكتلندا
- بورث Animalarium - منتصف يلز
- بريستول حدائق الحيوان  [لغات أخرى]‏ - برستل
- فراشة ومحمية للحيوانات البرية - لنكولنشاير مغلقة [82]
- مركز الحياة البرية كامبرداون (جزء من كامبرداون البلد بارك) - دندي
- حديقة حيوان تشيسينغتون - لندن
- حديقة حيوانات تشيستر  [لغات أخرى]‏ - تشيشير
- حديقة حيوان كولشستر  [لغات أخرى]‏ - شرق أنجليا
- كوتسوولد محمية للحيوانات البرية  [لغات أخرى]‏ - أكسفوردشير
- سانت توماس محمية للحيوانات البرية  [لغات أخرى]‏ - مقاطعة سومرست (إنجلترا) مغلقة
- Curraghs محمية للحيوانات البرية  [لغات أخرى]‏ - جزيرة مان
- دارتمور حديقة حيوان  [لغات أخرى]‏ - ديفون
- درايتون مانور حديقة الحيوان - جزء من درايتون مانور ثيم بارك، ستافوردشاير
- Drusillas حديقة حيوان بارك  [لغات أخرى]‏ - شرق ساسكس
- حديقة حيوانات دادلي - منطقة ميدلاند الغربية
- دوريل محمية للحيوانات البرية  [لغات أخرى]‏ - جيرزي، جزر القنال الإنجليزي
- حديقة حيوان ادنبره  [لغات أخرى]‏ - إدنبرة، اسكتلندا
- حديقة حيوان إكسمور  [لغات أخرى]‏ - ديفون
- حديقة حيوان الأخوات - غرب كالدر، اسكتلندا
- فلامنغو لاند  [لغات أخرى]‏ - شمال يوركشير
- حديقة ومزرعة المغامرة وحديقة حيوان  [لغات أخرى]‏
- حديقة حيوان غلاسكو  [لغات أخرى]‏ - غلاسكو، اسكتلندا مغلقة
- حديقة حيوان Hamerton  [لغات أخرى]‏ - شرق أنجليا
- هاروود حدائق الطيور - في هاروود البيت، غرب يوركشير
- هامبشير (مقاطعة)
- محمية للحيوانات البرية -هايلاند، اسكتلندا
- Howletts حديقة الحيوانات البرية  [لغات أخرى]‏ - كنت
- المركز الدولي للطيور الجارحة  [لغات أخرى]‏ - غلوسترشير
- جزيرة حديقة حيوان ايت  [لغات أخرى]‏ - وايت (جزيرة)
- حديقة حيوان نيرسبرو  [لغات أخرى]‏ - شمال يوركشير (closed 1985)
- نوزلي سفاري بارك  [لغات أخرى]‏ - مرزيسايد
- ليكلاند واحة الحياة البرية  [لغات أخرى]‏ - كمبريا
- لينتون حدائق الحيوان - شرق أنجليا
- حديقة حيوان لندن - لندن
- Longleat سفاري بارك  [لغات أخرى]‏ - ويلتشاير
- قاعة الطيور حديقة - Aberford, ليدز، غرب يوركشير
- مانشستر حدائق الحيوان - بروتون، سالفورد مغلقة
- حديقة حيوان مارويل  [لغات أخرى]‏ - هامبشير (مقاطعة)
- عالم القرود  [لغات أخرى]‏ - دورست
- جديد الحياة البرية - حديقة الغابات  [لغات أخرى]‏ - هامبشير (مقاطعة)
- حديقة حيوان نيوكواي  [لغات أخرى]‏ - كورنوال
- حديقة حيوانات المزرعة  [لغات أخرى]‏ - برستل
- حديقة حيوان بينتون  [لغات أخرى]‏ - ديفون
- الجنة بارك، كورنوال  [لغات أخرى]‏ - كورنوال
- الجنة محمية للحيوانات البرية  [لغات أخرى]‏ - هارتفوردشير
- Pettitts مغامرة بارك - شرق أنجليا
- بلانتاسيا - سوانزي، ويلز
- ميناء في Lympne حديقة الحيوانات البرية  [لغات أخرى]‏ - كنت
- سيلفي غريت يارموث - شرق أنجليا
- لقاء سافيو الحياة البرية  [لغات أخرى]‏ - وايت (جزيرة)
- Shaldon الحياة البرية - ديفون
- جنوب البحيرات حديقة حيوان سفاري  [لغات أخرى]‏ - كمبريا
- حديقة حيوان ساوثبورت  [لغات أخرى]‏ - مرزيسايد مغلقة
- ساري حدائق الحيوان - كيننجتون
- الغابات المطيرة المعيشة  [لغات أخرى]‏ - باركشير
- Tropiquaria - غرب سومرست
- قاعة Thrigby - شرق أنجليا
- العالم الاستوائية في Roundhay بارك  [لغات أخرى]‏ - ليدز
- حديقة حيوان Twycross  [لغات أخرى]‏ - ليسترشير
- ويلز القرد (سابقا المنشأة السياحية Cefn-سنة-المتفجرات من مخلفات الحرب الرئيسيات الحرم) - ويلز
- حديقة حيوان الويلزية  [لغات أخرى]‏ - شمال ويلز
- غرب ميدلاند سفاري بارك  [لغات أخرى]‏ - وسترشير
- حديقة حيوان Wetheriggs وملاذ للحيوانات  [لغات أخرى]‏ - درم (مقاطعة) (سابقا في بنريث)
- حديقة حيوان وهيبسند  [لغات أخرى]‏ - شرق أنجليا
- وايلد وود ديسكفري بارك  [لغات أخرى]‏ - كنت
- وندسور سفاري بارك  [لغات أخرى]‏ - ونزر (باركشير) (مغلقة 1992 وتم تحويلها إلى يغولاند وندسور)
- Wingham محمية للحيوانات البرية  [لغات أخرى]‏ - كنت
- برن سفاري بارك  [لغات أخرى]‏ - بيدفوردشير
- يوركشاير محمية للحيوانات البرية  [لغات أخرى]‏ - دونكاستر

## أمريكا الشمالية

### بليز
- حديقة حيوان بليز

### برمودا
- برمودا الحوض، متحف حديقة الحيوان

### كندا
- قائمة حدائق الحيوان في كندا

### كوستاريكا
- أفريقيا ميا
- Ara Project - ألاخويلا
- حديقة حيوان أرينال إيكو - El Castillo, Alajuela
- Centro de Conservación دي سانتا آنا
- معهد Clodomiro Picado
- جاكوار مركز الإنقاذ
- Jardin de las ماريبوساس (Mariposario الأشنة اللولبية)
- La Marina مركز انقاذ الحيوانات
- لاباز شلال وحدائق
- لاس بوماس القط حيوان
- Selvatura بارك، المعروف أيضا باسم الجبل الأخضر مركز الطبيعة
- Mundo de los Insectos
- القرد بارك
- Osa ملاذا للحياة البرية (مؤسسة سانتواريو Silvestre de Osa)
- بارك Viborana
- بارك Zoológico ناسيونال سيمون بوليفار
- الجبل الأخضر ملاهي - سابقا بركة الضفدع من الجبل الأخضر
- Reptilandia
- SnakeTour Serpentarium
- الاستوائية الضفدع حديقة
- عالم الثعابين
- حديقة الحيوان Ave - La Garita, Alajuela

### غواتيمالا
- السيارات سفاري شابين
- حديقة حيوان La Aurora

### المكسيك
- Africam Safari - بويبلا
- حديقة حيوان تشابولتيبيك  - مدينة مكسيكو
- حديقة حيوان غوادالاخارا  - Guadalajara, Jalisco
- حديقة حيوان Parque de Aragón - مدينة مكسيكو
- Loro Parque - بويبلا
- حديقة الحيوان ليون - ليون, Guanajuato
- Zoofari - Cuernavaca, Morelos
- Zoológico بينيتو خواريز - موريليا، ميتشواكان
- Zoológico لوس الذئاب - مدينة مكسيكو
- Zoológico Zacango - Toluca، المكسيك الدولة
- ZOOMAT - توكستلا غوتيريز، تشياباس

### بنما
- Parque Municipal القمة - مدينة بنما

### بورتوريكو
- حديقة حيوان الدكتور خوان A. ريفيرو  - بارتيكا

### الولايات المتحدة
- قائمة حدائق الحيوان في الولايات المتحدة

## أمريكا الجنوبية

### الأرجنتين
- جنرال روكا، ريو نيغرو (مدينة)، النهر الأسود
- بوينس آيرس حديقة الحيوان  [لغات أخرى]‏ - بوينس آيرس
- محطة تربية الحيوانات البرية - لابلاتا، بوينس آيرس (محافظة)
- مار ديل بلاتا حوض السمك - ماريه ديل بلاتا، بوينس آيرس (محافظة)
- مندوزا حديقة حيوان  [لغات أخرى]‏ - مندوزا (الأرجنتين)، محافظة مندوزا
- عالم البحار - سان كليمنتي ديل Tuyú, بوينس آيرس (محافظة)
- حديقة الاستقلال / باهيا بلانكا حديقة الحيوان - باهيا بلانكا، بوينس آيرس (محافظة)
- حديقة حيوان روسون - روسون، تشوبوت (مدينة)، تشوبوت (محافظة)
- بيلين دي اسكوبار (مدينة)، بوينس آيرس (محافظة)
- حديقة حيوان باتان - ماريه ديل بلاتا، بوينس آيرس (محافظة)
- حديقة حيوان كوردوبا - قرطبة (الأرجنتين)، قرطبة (محافظة)
- حديقة الحيوان كورينتس - كورينتس، محافظة كوريينتس
- حديقة الحيوان أمريكا - ريفادافيا، بوينس آيرس (محافظة)
- حديقة الحيوان فاريلا - فلورنسيو فاريلا، بوينس آيرس (محافظة)
- حديقة حيوان لا بلاتا - لابلاتا، بوينس آيرس (محافظة)
- حديقة حيوان لوجان - لوخان، مقاطعة بوينس آيرس (مدينة)، بوينس آيرس (محافظة)
- حديقة الحيوان بارايسو - ماريه ديل بلاتا، بوينس آيرس (محافظة)
- حديقة الحيوان - مالفيناس الأرجنتين، بوينس آيرس (محافظة)

### البرازيل

#### فدان
- Zoológico do Parque تشيكو منديس - ريو برانكو

#### أمازوناس
- بارك Zoológico البلدية - ماناوس
- Zoológico هل Centro de Instrução دي غيرا نا سيلفا - ماناوس[83]

#### باهيا
- بارك Zoobotânico جيتوليو فارجاس - سلفادور[84]
- بارك Zoobotânico رولف - ماتا دي ساو جواو[85]

#### سيارا
- بارك Zoológico Sargento براتا - فورتاليزا

#### ديستريتو الاتحادية
- جارديم Zoológico دي برازيليا - برازيليا[86]

#### غوياس
- بارك Zoológico دي غويانيا - غويانيا

#### ماتو غروسو
- بارك Zoológico دي Rondonópolis - Rondonópolis
- Zoológico da Universidade Federal de ماتو غروسو - كويابا
- Zoológico البلدية de Alta Floresta - Alta Floresta

#### ميناس جيرايس
- حديقة حيوان النباتية مؤسسة بيلو هوريزونتي - بيلو هوريزونتي
- حديقة الحيوان لورو بالهارز - بارا دي ميناس
- حديقة الحيوانات والنباتات حديقة بوسو أليغري - بوسو أليغري
- حديقة الحيوان وأسطول النباتية بارك ماريو - فارجينها
- حديقة حيوان أمارو أروجو الإله الإغريقي - مونتيس كلاروس[87]
- حديقة حيوان سيت اغواس - سيت اغواس
- حديقة حيوانات بلدية سابيا بارك - أبرلانديا
- حديقة حيوان Jacarandás - برابا

#### بارا
- بارك Zoobotânico هل Museu غابات برنس Emílio Goeldi - بيليم[88]
- بارك Zoobotânico دي Carajás - بارابيباس[89]

#### بارانا
- بارك Ecológico البلدية دانيلو Galafassi - Cascavel
- Zoológico دي Matelândia - Matelândia
- Zoológico البلدية دي كوريتيبا - كوريتيبا
- Zoológico بوسكي غواراني - فوز دو إيغواسو[90]
- Parque das أفيس - فوز دو إيغواسو[91]

#### بارايبا
- بارك Zoológico اروده كامارا - جواو بيسوا

#### بيرنامبوكو
- بارك دويس Irmãos (حديقة نباتية حديقة الحيوان دويس Irmaos) - ريسيفي[92]
- بارك Zoológico البلدية أنطونيو ميلو Verçosa - Vitória de Santo Antão

#### بياوي
- بارك Zoobotânico - تيريسينا

#### ريو دي جانيرو
- جارديم Zoológico دي نيتيروي - نيتيروي[93]
- حديقة حيوان ريو دي جانيرو - ريو دي جانيرو[94]
- Zoológico البلدية دي فولتا ريدوندا - فولتا ريدوندا[95]

#### ريو غراندي دو سول
- حديقة حيوان غرامادو  - جرامادو[96]
- بمب سفاري - Gravataí[97]
- بارك Zoológico - Sapucaia do Sul[98]
- Zoológico هل الساحلي - اوسوريو
- Zoológico البلدية دي كاشويرا دو سول - كاشويرا دو سول
- Zoológico البلدية دي كانواس - كانواس

#### روندونيا
- Zoológico دي فيلهنه - فيلهنه

#### رورايما
- Zoológico هل Sétimo Batalhão دي Infantaria دي سيلفا - Boa Vista

#### سانتا كاتارينا
- بارك Ecológico e Zoobotânico دي بروسك - بروسك
- بارك Cyro Gevaerd Santur - بالنيريو كامبوريو
- بارك Zoobotânico دي جوانفيل - جوانفيل
- Zoológico Pomerode - Pomerode[99]

#### ساو باولو
- حديقة الحيوان وحديقة نباتية فرانكا - فرانكا
- حديقة بيئية "الدكتور أنطونيو T. فيانا" - ساو كارلوس[100]
- البلدية حديقة بيئية «سيد ألميدا فرانكو» - الأمريكية[101]
- واحدة جزيرة حديقة حيوان
- ساو باولو حديقة الحيوان  [لغات أخرى]‏ - ساو باولو
- حديقة حيوان الدكتور فابيو باريتو دي سا - ريبيراو بريتو
- حديقة حيوان يوجينيو والتر - بويتوفا [102]
- حديقة البلدية حديقة حيوان جوارولوس (غوارولوس)
- حديقة حيوان "Quinzinho دي باروس"  [لغات أخرى]‏ - سوروكابا[103]
- جاردينوبوليس حديقة الحيوان - جاردينوبوليس
- حديقة حيوان ARAÇATUBA «الدكتور فلافيو ليتي ريبيرو» - من Aracatuba
- حديقة حيوان باورو - باورو[104]
- بوري البلدية حديقة الحيوان - بوري
- حديقة حيوان كامبيناس - كامبيناس
- حديقة حيوان - Catanduva
- حديقة حيوان هيرون "الدكتور Belírio غيماريش برانداو" - غارسا
- حديقة حيوان ليم
- حديقة حيوان Limeira[105]
- حديقة حيوان لينس - لينس
- حديقة حيوان موجي داس كروزيز - موجي داس كروزيز
- حديقة حيوان موجي ميريم «لويس غونزاغا Amoêdo الحقول» - موجي ميريم
- حديقة حيوان المحاجر - محجر
- حديقة حيوان بيراسيكابا - بيراسيكابا
- حديقة حيوانات سانتا باربرا دي أويستي - سانتا باربارا دي أويستي
- حديقة حيوانات بلدية ساو برناردو دو كامبو - ساو برناردو دو كامبو
- حديقة حيوانات بلدية ساو جوزيه دو ريو بريتو - ساو جوزية دو ريو بريتو[106]
- حديقة حيوانات سانت فنسنت - سانت فنسنت
- حديقة حيوان تابواو دا سيرا - تابواو دا سيرا
- حديقة حيوان هنريك بيدروني - سوماري
- حديقة حيوان نيستور بولونيا - فارجيم غراندي دو سول
- حيوانات المزرعة وادي حديقة الحيوان - ساو جوزيه دوس كامبوس[107]
- Zoopark إتياتيبا - إتياتيبا[108]

#### سيرغيبي
- بوا لوز Eco Parque - لارانجيراس[109]
- بارك Zoológico - أراكاجو

### شيلي
- Buin Zoo - Buin, شيلي
- حديقة حيوان تشيلي الوطنية - سانتياغو ، شيلي
- حديقة حيوان Quilpue  - Quilpue, شيلي
- حديقة حيوان سيرينا  - La Serena, تشيلي
- حديقة حيوان كونسبسيون  - كونسبسيون ، شيلي
- بارك سفاري دي رانكاغوا - رانكاغوا ، شيلي

### كولومبيا
- حديقة حيوان كالي  - كالي
- Hacienda Nápoles - ميديلين
- حديقة حيوان خايمي دوكي  - بوغوتا
- نماذج لوس Ocarros - فيلافيسينسيو
- حديقة حيوان Matecaña  - بيريرا
- حديقة حيوانسانتا - ميديلين[110]
- سانتا مارتا الحوض - سانتا مارتا
- سانتا كروز ومدينة حديقة الحيوان - سان أنطونيو ديل Tequendama
- حديقة حيوان بارانكويلا  - بارانكويلا

### إكوادور
- حديقة حيوان Guayabamba  - كيتو

### غيانا
- حديقة حيوان غيانا

### باراغواي
- الحديقة النباتية وحديقة الحيوان من أسونسيون - أسونسيون[111]

### بيرو
- Zoológico دي Quistococha - إكيتوس، لوريتو
- Parque de las Leyendas, San Miguel, ليما
- بارك Zoológico دي Huachipa - أكل، ليما
- Zoocriadero - ليما[112]

### أوروغواي
- Pan de Azúcar محمية طبيعية - سيرو Pan de Azúcar
- بارك Lecocq - مونتيفيديو
- Zoológico البلدية فيلا دولوريس - مونتيفيديو

### فنزويلا
- حديقة حيوان Bararida - Bararida

## أناس معروفين في حدائق الحيوان الخاصة
- خورخي هانك Rhon
- مايكل جاكسون في نيفرلاند رانش
- عدي صدام حسين

## وصلات خارجية
- "Zoos Worldwide: Aquariums, Animal Sanctuaries, and Wildlife Parks". zoos-worldwide.de. Zoos Worldwide. مؤرشف من الأصل في 2019-05-28. اطلع عليه بتاريخ 2011-07-02.